# Messen
Pour les articles homonymes, voir Messen (homonymie).
Messen est une commune suisse du canton de Soleure, située dans le district de Bucheggberg. Depuis le 1er janvier 2010, les communes de Brunnenthal, de Balm bei Messen et d'Oberramsern ont intégré la commune de Messen.

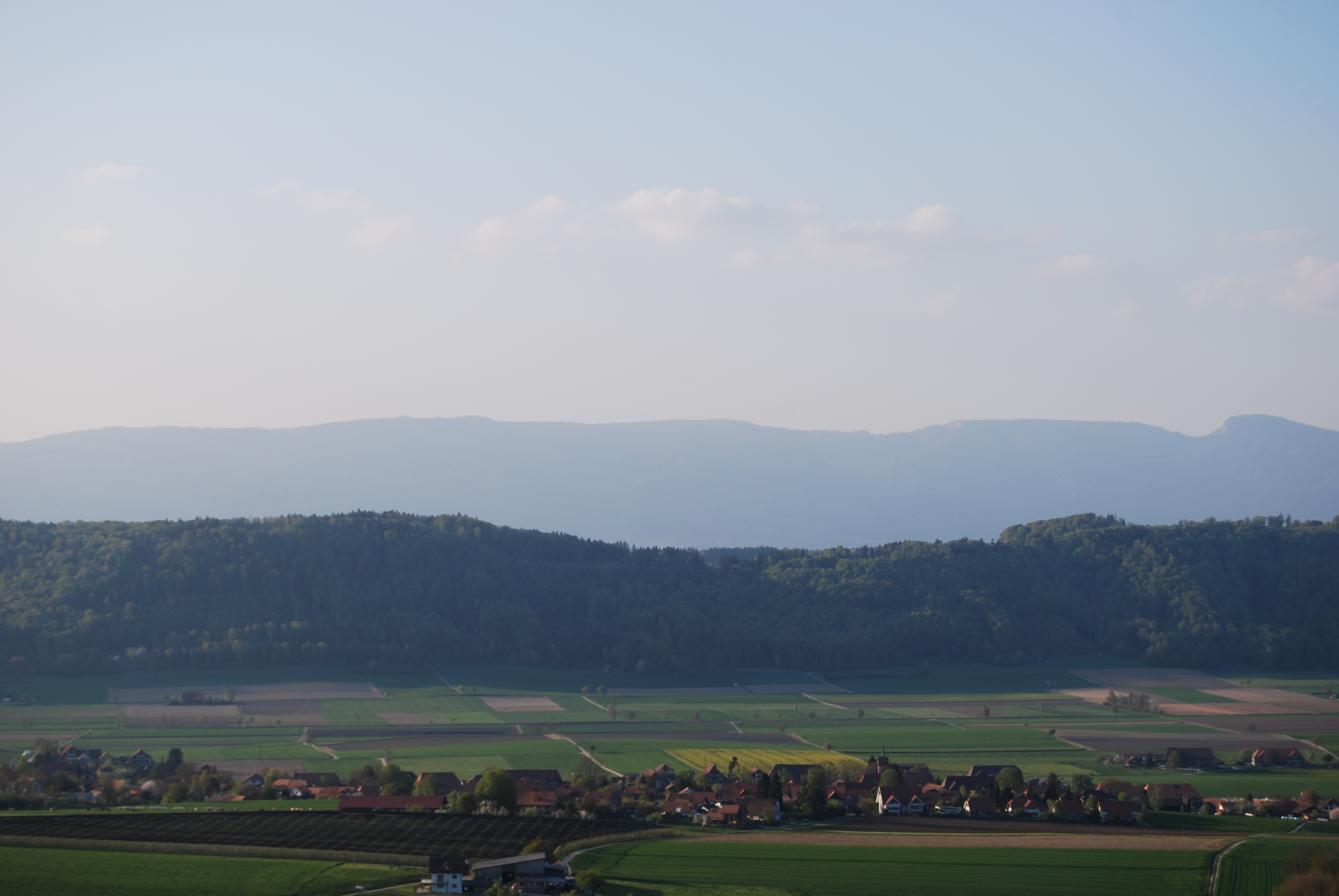
Messen.

Vue aérienne de 300 m par Walter Mittelholzer (1922)